# Whitehead Alenia Sistemi Subacquei
Whitehead Alenia Sistemi Subacquei (WASS) war ein italienisches Rüstungsunternehmen der Finmeccanica-Gruppe. Es produzierte Torpedos, Torpedoabwehrsysteme und Sonare. Der Sitz des Unternehmens war zuletzt in Livorno, weitere Produktionsanlagen und Niederlassungen befanden sich in Genua, Neapel, La Spezia und Tarent. Am 1. Januar 2016 ging Whitehead Alenia Sistemi Subacquei in Leonardo-Finmeccanica auf.

## Geschichte
Die Geschichte des Unternehmens geht zurück auf die Erfindung des Torpedos durch den Briten Robert Whitehead und den Österreicher Giovanni Luppis. Luppis hatte 1860 einen ersten Torpedo-Prototyp vorgestellt. 1864 vereinbarte er mit Whitehead im damals österreichischen Fiume (heute das kroatische Rijeka) eine Zusammenarbeit zur Weiterentwicklung des Torpedos, der 1866 vorgestellt wurde.
Whitehead war seinerzeit in der Firma Stabilimento Tecnico Fiumano tätig, zuletzt als Betriebsleiter. Das Unternehmen, das Kriegsschiffe und Maschinen herstellte, ging 1873 in Konkurs. 1875 gründete er in Fiume die Torpedo-Fabrik von Robert Whitehead, die in den Jahren danach ihre Torpedos in alle Welt verkaufte. Von 1907 bis 1911 wurde das Unternehmen Whitehead & Co. schrittweise vom britischen Konzern Vickers übernommen. Mit Ausbruch des Ersten Weltkriegs blieben die ausländischen Niederlassungen Whiteheads in britischer Hand, während der Hauptsitz in Fiume unter österreichisch-ungarische Kontrolle kam.
Als Italien 1924 den Freistaat Fiume annektierte, übernahm die Familie Orlando (Oto Melara) die dort verbliebenen Produktionsstätten und gründete die Firma Silurificio Whitehead Società Anonima Fiume („Torpedofabrik Whitehead Aktiengesellschaft Fiume“). 1934 entstand in Livorno das Tochterunternehmen Moto Fides, das zunächst Motorräder herstellen sollte, dann aber ebenfalls in den Torpedobau eingebunden wurde und ab 1941 als Silurificio Moto Fides S.A. firmierte. Whitehead baute während des Zweiten Weltkrieges unter anderem Torpedos für Torpedobomber, die auch von der deutschen Luftwaffe beschafft wurden.
1945 besetzte Jugoslawien Fiume. Aus diesem Grund gab Whitehead dort seine Fabrik auf und ging nach Livorno. Auf der Grundlage des ehemaligen Tochterunternehmens entstand dort die Firma Whitehead Moto Fides, an der Fiat die Mehrheit übernahm. Fiat war seit 1935 Whitehead-Aktionär und half dem Unternehmen nun mit Zulieferaufträgen über die ersten schwierigen Nachkriegsjahre hinweg, bis die italienische Marine und ausländische Streitkräfte wieder Torpedos in Auftrag gaben.
Im Jahr 1985 wurde das Unternehmen geteilt. Motofides konzentrierte sich wieder auf den zivilen Markt und auf Rüstungsgüter für Landstreitkräfte, während die Whitehead S.p.A. die Produktion von Torpedos, wie den A 184, und anderen Unterwassersystemen fortsetzte. 1993 gründete Whitehead (50 %) mit der französischen Direction des Constructions Navales (26 %) und mit Thomson-CSF (24 %) das Konsortium EuroTorp, das unter anderem die Torpedos MU90 und A244-S herstellt.
1995 kam das Unternehmen unter der Bezeichnung Whitehead Alenia Sistemi Subacquei S.p.A. (WASS) zum Finmeccanica-Konzern. Anfang 2016 ging WASS mit anderen Unternehmen ganz in Finmeccanica auf (heute Leonardo).

## Weblink
- Website der Leonardo S.p.A. (italienisch, englisch)